# Prinses Máxima Sluizen
De Prinses Máxima Sluizen is een sluizencomplex in de Maas, CEMT-klasse Va, in Lithoijen in de Nederlandse gemeente Oss, Noord-Brabant.

## Beschrijving
Het complex bestaat uit twee schutsluizen. De oudere zuidkolk heeft een lengte van 110,00 meter en een breedte van 14,00 m, de noordkolk van 2002 heeft een lengte van 200,00 m en een breedte van 18,00 m.
De maximaal toegestane afmetingen zijn:
- Zuidkolk L×B×D = 110,00 × 13,50 × 3,00m. Diepgang bij een waterstand van NAP+1m of zoveel minder als de buitenwaterstand in het benedentoeleidingskanaal lager is dan NAP+1m.
- Noordkolk LvB×D = 200 × 17,50 × 4,00m. Diepgang bij een waterstand van NAP of zoveel minder als de buitenwaterstand in het benedentoeleidingskanaal lager is dan NAP.

## Geschiedenis
De eerste sluizen bij Lith werden in 1936 in gebruik genomen. 
Begin jaren vijftig is de schutsluis gebruikt voor proeven met de drijvende stuwen in de IJssellinie. De drie drijvende stuwen, bij Nijmegen, Arnhem en Olst, waren een geheim en nieuw project en het Nederlandse leger zocht naar een locatie om de stuwen te beproeven. In de 14 meter brede sluis kon een pontonsectie van negen meter breed worden geplaatst. De sluis met stuw was zeer geschikt om de gewenste waterdiepten en stroomsnelheden na te bootsen die in de praktijk in de rivieren optraden. Onder diverse omstandigheden werd het afzinken van de ponton beproefd. In mei 1953 begonnen de proeven en drie jaar later, in mei 1956, werden de laatste zinkmanoeuvres in de sluis uitgevoerd. Daarna is de sluis, onder de naam “ stroomgoot Lith” door Rijkswaterstaat nog gebruikt voor grootschalige proeven voor de stabiliteit van bodembescherming onder sterke stroming, zoals die optreden bij het afsluiten van zeegaten in het kader van de Deltawerken.
In 2002 werd officieel de tweede sluis in gebruik genomen, met de naam Prinses Máxima Sluizen. De nieuwe sluis is niet zichtbaar vanaf de wal. De oude oorspronkelijke sluis is wel goed zichtbaar en vormt een attractie voor toeristen. Hoewel de oude sluis al een aantal keer is vernieuwd, ziet deze er nog steeds zo uit als in de beginperiode, wat hem extra bijzonder maakt. Voorbij de sluis is ook de stuw van Lith, die het water 4 m opstuwt, goed te zien.
De nieuwe sluis heeft een grotere capaciteit dan de oude sluis en is daardoor toegankelijk voor alle moderne scheepvaart. Bovendien werd de situatie bij Lith veiliger omdat de beroeps- en recreatievaart voortaan gescheiden geschut kunnen worden. Tegelijk met de nieuwe sluis is ook het nieuwe bedieningsgebouw in gebruik genomen. Dit bedieningsgebouw heeft het bestaande gebouw vervangen, omdat door het in gebruik nemen van de nieuwe sluis, ook de hoeveelheid apparatuur moest worden uitgebreid om de beide sluizen en de stuw te besturen. De stuw stamt uit dezelfde tijd als de eerste sluis. Naast het sluizen- en stuwcomplex ligt een waterkrachtcentrale (hec = hydro-elektrische centrale) en een vispassage.

## Fotogalerij

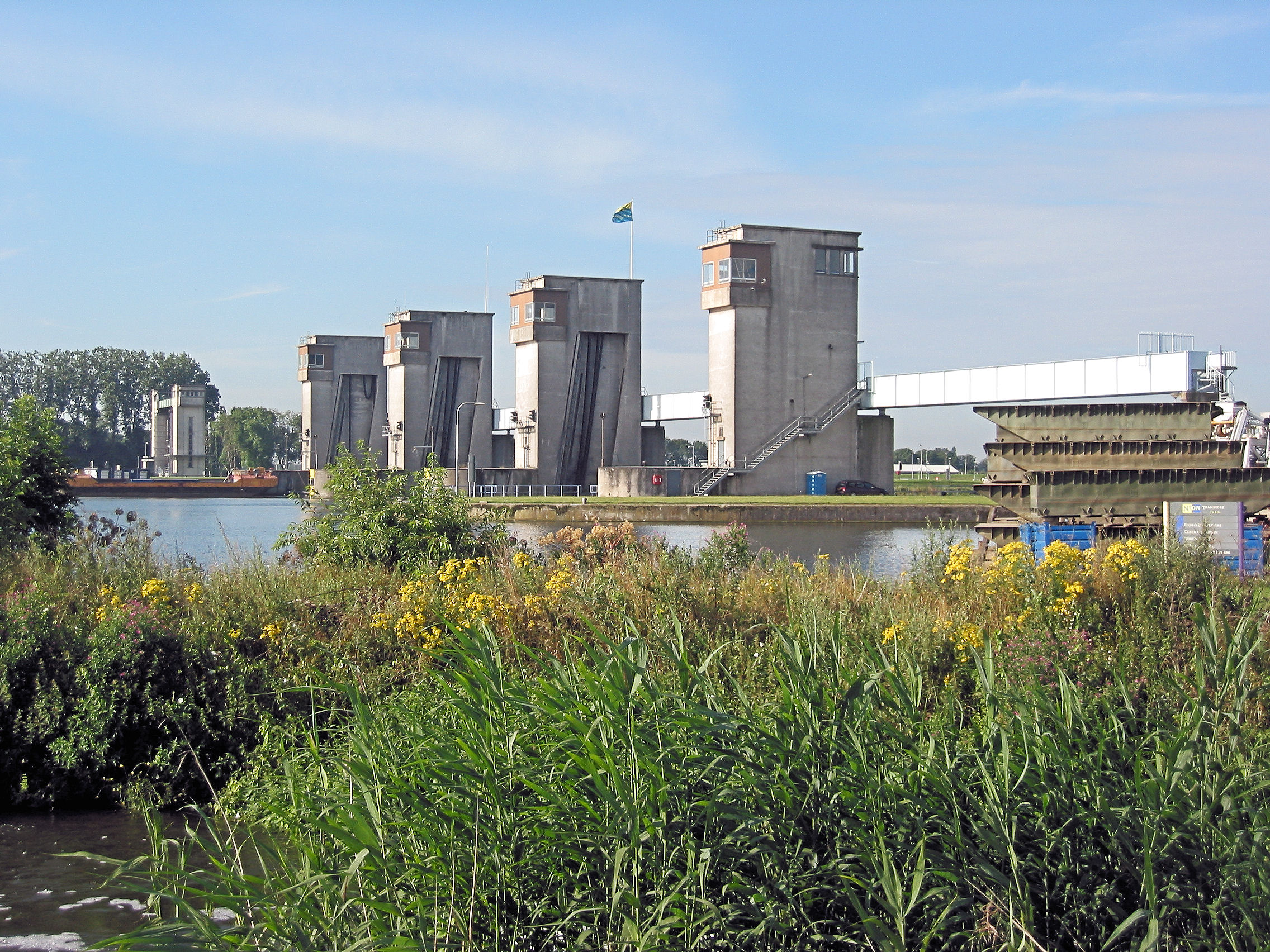
Prinses Máxima Sluizen op achtergrond met stuw op de voorgrond
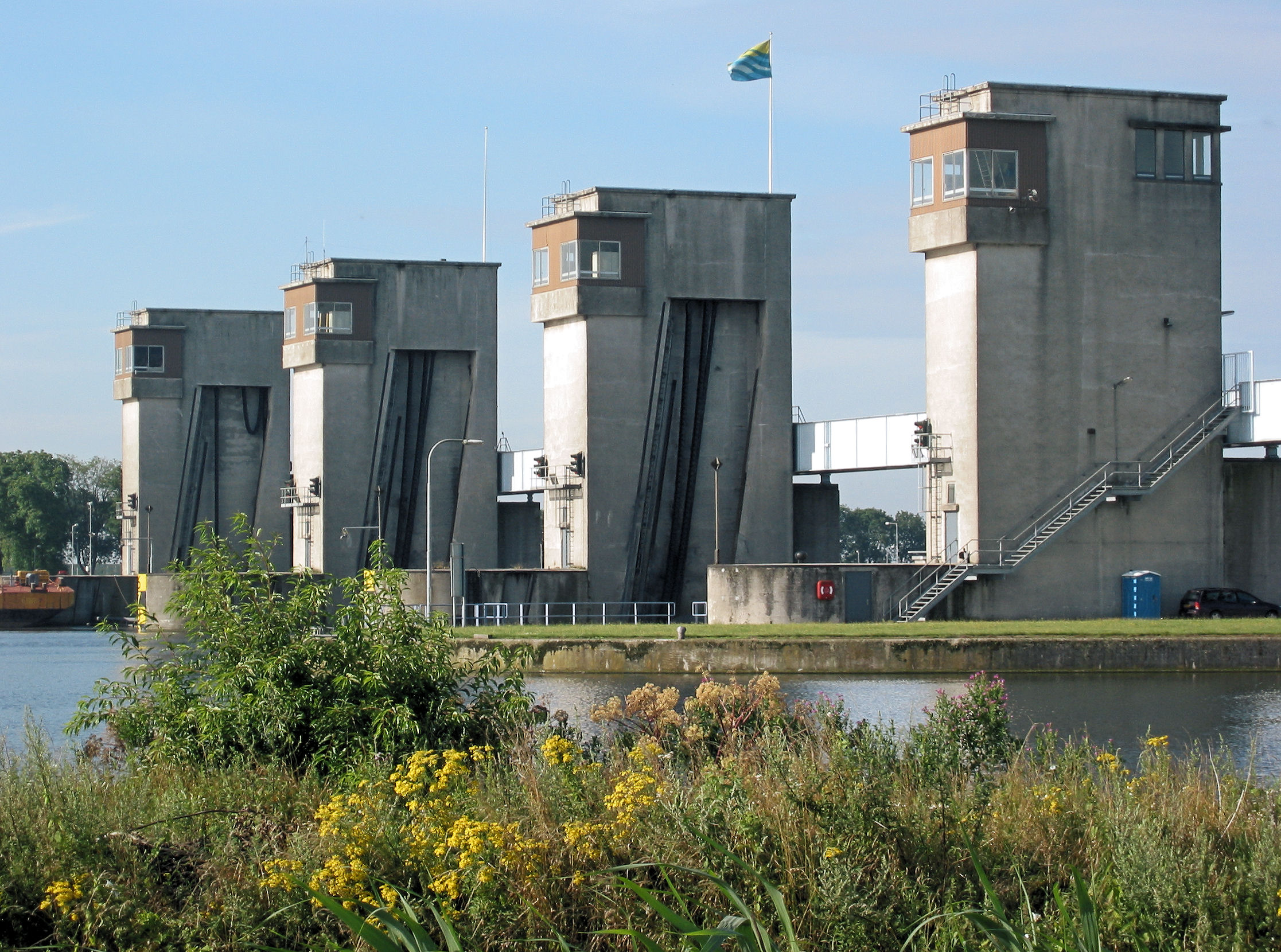
Stuw
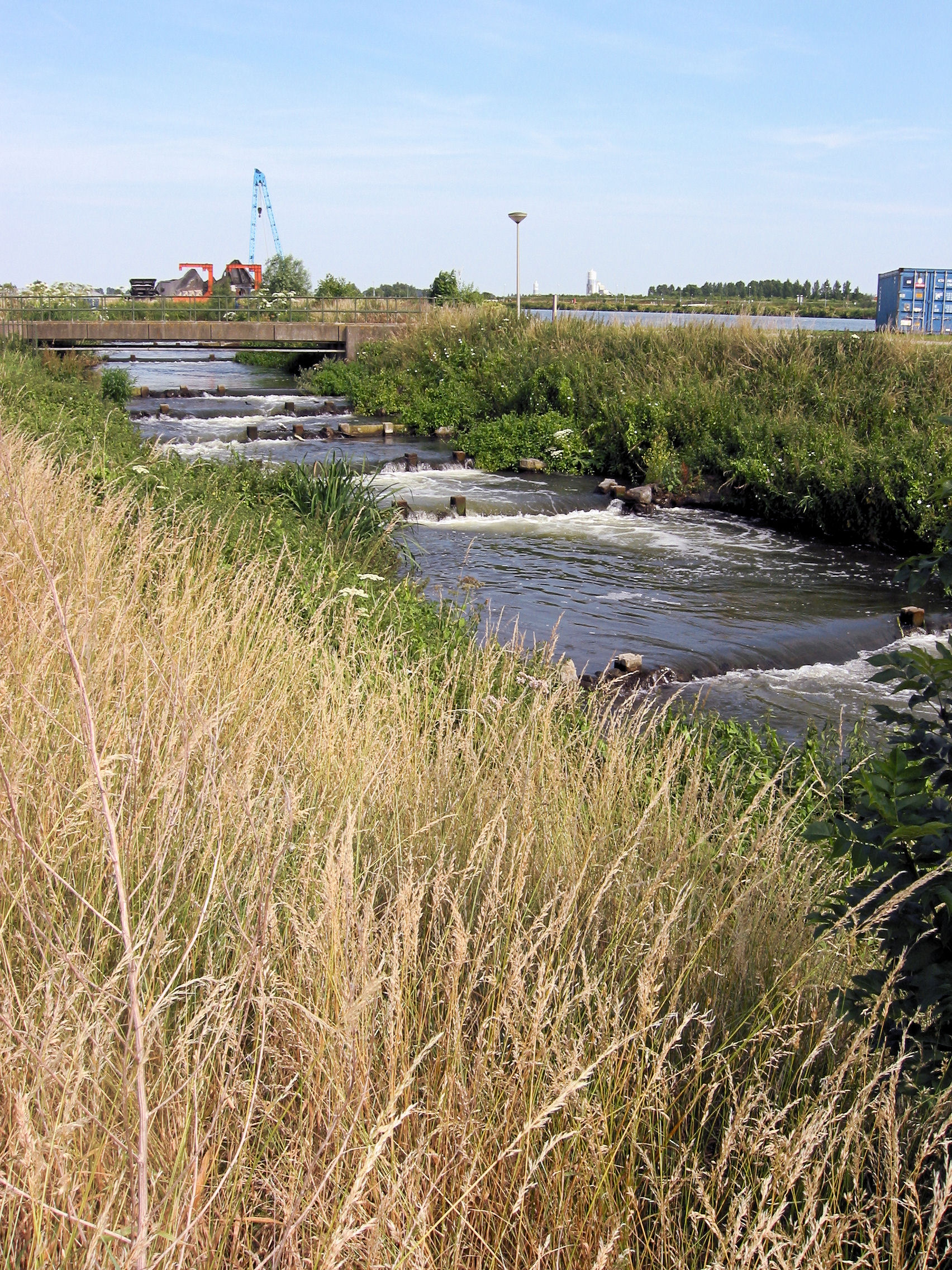
Vistrap bij de stuw
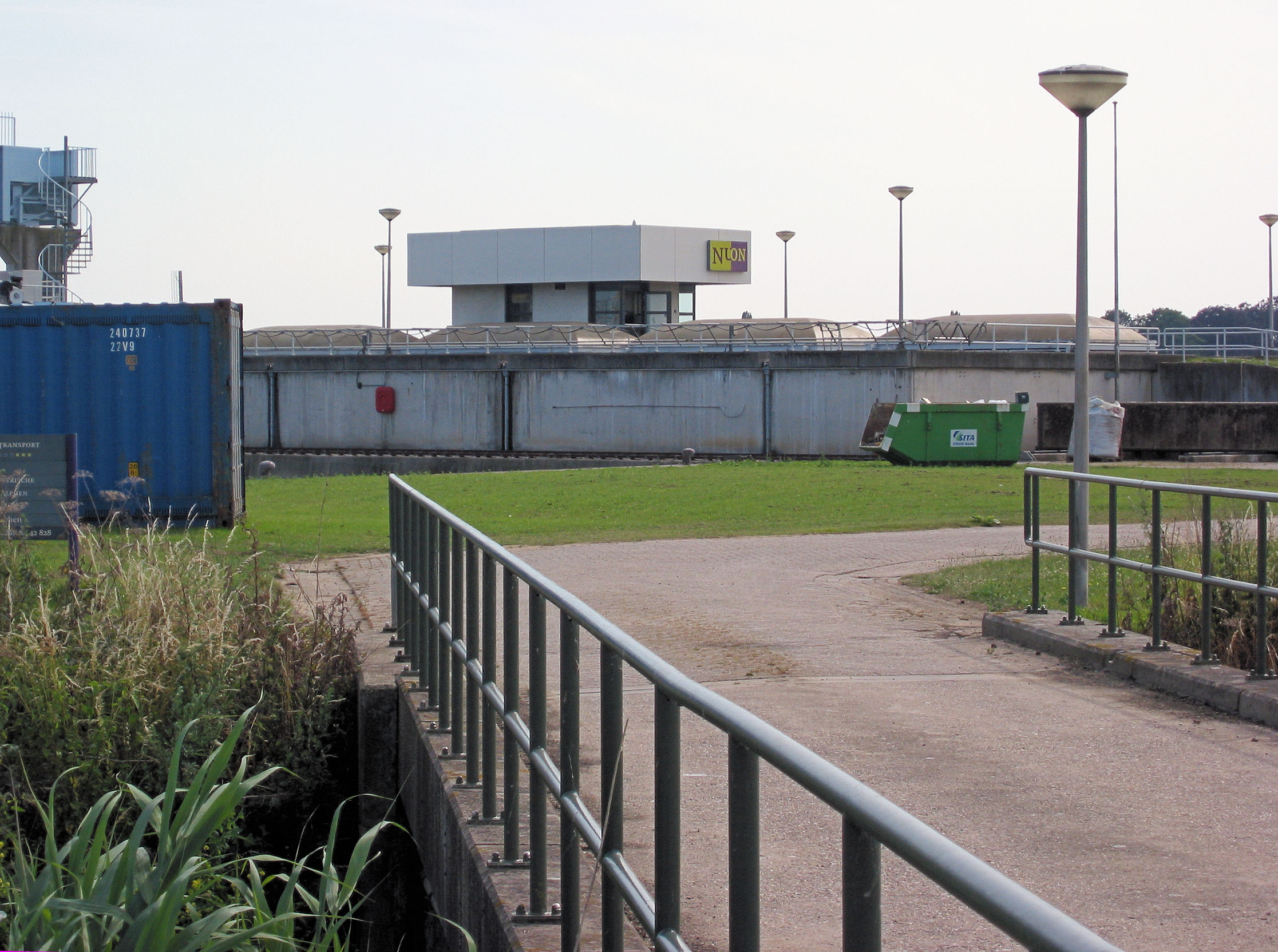
Waterkrachtcentrale